# Guerra italiana de 1521-1526
La Guerra italiana de 1521–1526, también conocida como la Guerra de los Cuatro Años, forma parte de las Guerras italianas. El conflicto se desarrolló entre 1521 y 1526 y en ella lucharon Francisco I de Francia y la República de Venecia contra el emperador del Sacro Imperio Romano Germánico Carlos V, Enrique VIII de Inglaterra y los Estados Pontificios. Entre las causas del conflicto están la elección en 1519–1520 de Carlos I como emperador del Sacro Imperio Romano Germánico y la necesidad del papa León X de aliarse con Carlos para combatir a Martín Lutero.

## Introducción
La guerra estalló en Europa Occidental en 1521, cuando Francia invadió los Países Bajos e intentó ayudar a Enrique II de Navarra a recuperar su reino. Las fuerzas imperiales repelieron la invasión y atacaron el norte de Francia, donde los franceses detuvieron su avance. Entonces, el emperador, el papa y Enrique VIII firmaron una alianza formal contra Francia, y las hostilidades comenzaron en la península italiana. 
En la batalla de Bicocca, los ejércitos imperiales y del papado derrotaron al ejército francés, expulsándolo del Milanesado. Después de la batalla, la lucha volvió de nuevo a suelo francés, mientras que Venecia firmaba la paz por separado. El ejército inglés invadió Francia en 1523, mientras que Carlos de Borbón, contrariado por las tentativas de Francisco de apoderarse de su herencia, traicionó a Francisco y se alió con Carlos I. En 1524 falló una tentativa francesa de recuperar el Ducado milanés y dio al Borbón la oportunidad de invadir Provenza al frente de un ejército español.
El mismo Francisco dirigió un segundo ataque contra el Ducado de Milán —la actual Lombardía— en 1524. Su desastrosa derrota en la batalla de Pavía, en la que fue capturado, aunado a que en dicha batalla murieron la mayoría de sus principales nobles, condujo al final de la guerra. 
Mientras Francisco estaba encarcelado en España, en la ciudad de Madrid  Francisco firmó el tratado de Madrid, en el que renunciaba a sus aspiraciones a dominar territorios en Italia, Borgoña y Flandes.  Sin embargo la firma de ese tratado fue una estrategia para que se le liberara, ya que al paso de algunas semanas rechazó los términos del tratado, comenzando de esta manera la Guerra de la Liga de Cognac. Aunque las Guerras Italianas continuaron durante las siguientes 3 décadas, al final de éstas Francia no pudo recuperar ningún territorio estratégicamente ubicado de Italia.

### Preludio
Para 1518 la paz que había prevalecido en Europa después de la batalla de Marignano comenzó a desmoronarse. Las principales potencias (España, Francia, Inglaterra y el Sacro Imperio Romano) vivían un periodo de paz, habiendo acordado en el tratado de Londres que si un país decidía romper la paz, todos los demás se aliarían para derrotarle. 

Territorios controlados por Carlos I en 1519. Debido a la concentración de territorios en manos de Carlos I, Francia pasa a estar en una posición geopolítica complicada.
Castilla
Aragón
Posesiones borgoñonas
Herencias de territorios austríacos
Sacro Imperio Romano

Sin embargo, la sucesión a la Corona imperial dividió a los cuatro monarcas. El emperador Maximiliano I, quería que le sucediera un Habsburgo, por lo que inició una campaña a favor de su nieto Carlos I de España, mientras que Francisco se propuso como candidato alternativo. 
Al mismo tiempo, el papado y el Sacro Imperio Romano se vieron obligados a hacer frente al auge de las ideas de Martín Lutero que, al margen de cuestiones teológicas, daba a los príncipes electores alemanes una razón para alejarse de los poderes imperial y Vaticano. Mientras, Francisco hacía frente al cardenal Thomas Wolsey, que buscaba aprovechar los movimientos diplomáticos del continente para beneficio de Inglaterra y suyo propio.
El emperador Maximiliano I falleció en 1519 dejando sus estados patrimoniales austríacos a sus nietos: Carlos, rey de España, y su hermano Fernando; y también dejó vacante el título imperial. La muerte de Maximiliano I llevó pues la elección imperial al primer plano de la política de alianzas europea. El rey francés puso de manifiesto su interés en la elección imperial en su favor.
El papa León X, aún amenazado por la presencia de tropas españolas a menos de 70 kilómetros, apoyó la candidatura francesa. Los propios príncipes electores, salvo Federico III de Sajonia, que rehusó hacer campaña, prometieron su ayuda a los candidatos. Antes de su muerte, Maximiliano había prometido ya sumas de 500 000 florines a los electores a cambio de sus votos, pero Francisco comprometió hasta 3 millones de florines, por lo que el  Emperador Carlos V decidió superar el ofrecimiento de su rival con recaudaciones de  de impuestos extraordinarios en Castilla y endeudándose con los banqueros Fugger.
El resultado final, sin embargo, no fue determinado por los sobornos desorbitados que se ofrecieron, los que incluían la promesa de hacer del Arzobispado de Maguncia una legación papal. 
El pueblo llano en general consideró un ultraje la idea de un francés a la cabeza del Imperio Germánico, lo que llevó a los electores a iniciar una pausa en la deliberación. Esto, unido a que Carlos situó al ejército cerca de Fráncfort del Meno, que era dónde estaban reunidos, hizo que los electores se decantasen finalmente por él. 
El 23 de octubre de 1520 era elegido emperador del Sacro Imperio, título que sumaba a los recién unificados reinos españoles —el Duque de Alba había conquistado Navarra en 1512 para Castilla— y las posesiones de la Casa de Borgoña en los Países Bajos.
El cardenal Thomas Wolsey, esperando aumentar la influencia de Enrique VIII en el continente, ofreció los servicios de Inglaterra como mediadora del conflicto entre Carlos y Francisco. Enrique y Francisco efectuaron una reunión en el Campo del paño de oro. Mientras tanto, Wolsey entretuvo a Carlos en Calais. Después de las reuniones, Wolsey se dispuso a mejorar su reputación con vistas al siguiente cónclave, por lo que organizó una conferencia de arbitraje en Calais, que duró hasta abril de 1522 y que no consiguió solucionar el conflicto.

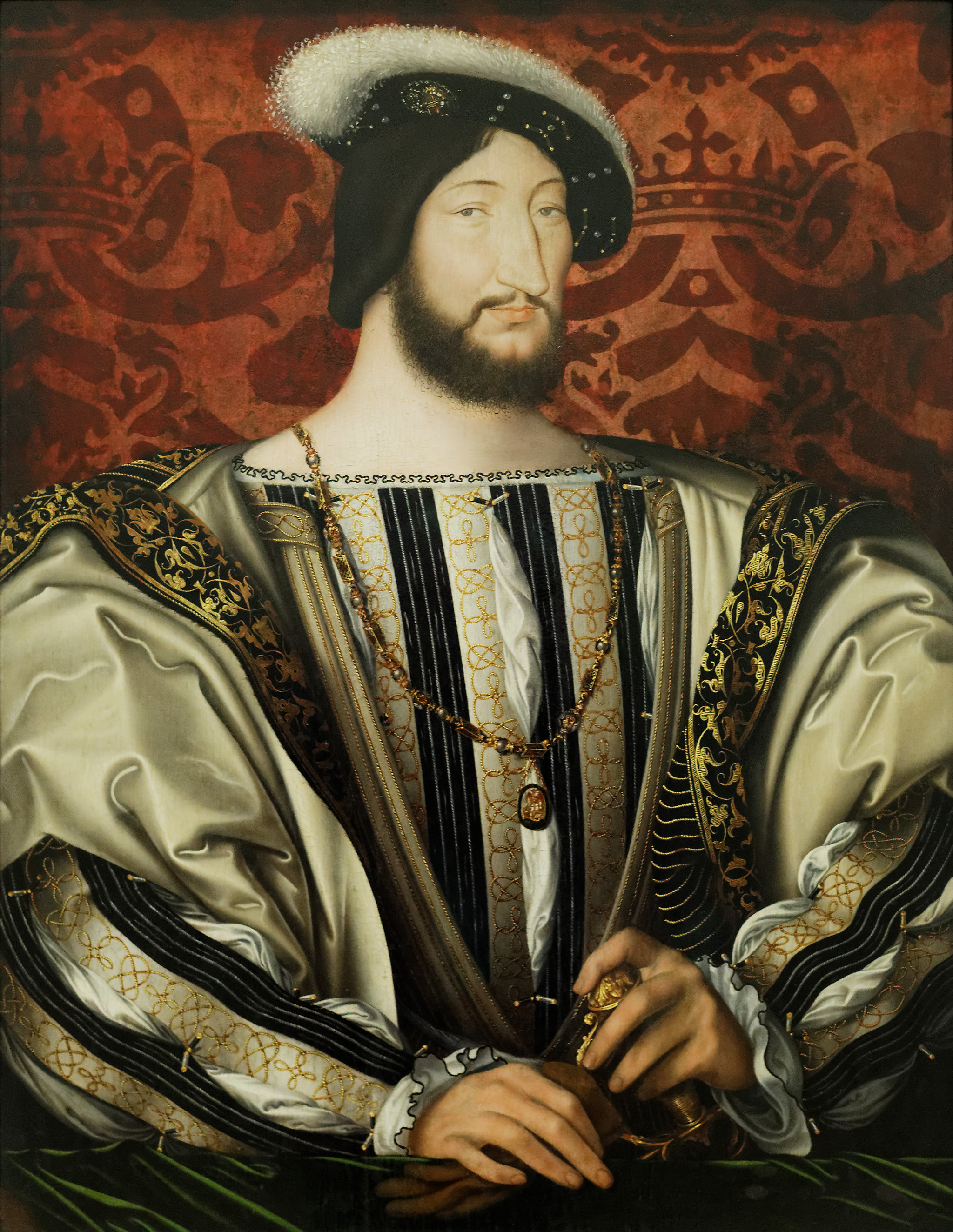
Francisco I de Francia, pintado por Jean Clouet. Francisco, en su ambición de llegar a ser emperador del Sacro Imperio, empujó a Europa a la guerra. De mentalidad todavía medieval, llegó a retar a duelo al Marqués de Pescara y al propio emperador Carlos.

En diciembre, los franceses empezaron a planear la guerra. Francisco no deseaba atacar abiertamente a Carlos porque Enrique había anunciado su intención de intervenir en contra del primero que rompiera la frágil paz. En lugar de ello, dio más apoyo encubierto a incursiones dentro de territorio imperial y español. Se organizó un ataque sobre el río Mosa, bajo el liderazgo de Robert de la Marck. Los planes franceses pronto se mostraron como inapropiados tras la intervención de Enrique III de Nassau que cortó la ofensiva del Mosa.
Simultáneamente, otro ejército apoyaba a Enrique II de Navarra para recuperar el reino que había conquistado Fernando II de Aragón en 1512; la contraofensiva navarro-gascona fue dirigida por André de Foix, Señor de Asparrots. Las operaciones fueron abastecidas y financiadas por los franceses, que negaron toda responsabilidad.
En Navarra se tuvo que, a la vez que la población se sublevaba contra la invasión castellano-aragonesa, se dio la invasión del ejército navarro-gascón, bajo el mando del general Asparrots... cone este enfrentamiento se logró que el Reino fuese liberado en poco tiempo, sin embargo ante esa victoria la Corona de Castilla decidió enviar un ejército formado por 30 000 hombres bien equipados, con la finalidad de enfrentarse, en las cercanías de Pamplona, al ejército franco-navarro, este era 3 veces menor en cantidad, el enfrentamiento se dio en la Batalla de Noáin el 30 de junio de 1521, así que esta superioridad numérica llevó a la derrota de las tropas franco-navarras, lo cual sería determinante para el control de Navarra por España.
Carlos V estaba mientras tanto ocupado con el crítico asunto de Martín Lutero, con quien se enfrentó en la Dieta de Worms en marzo de 1521. El emperador, que no sabía alemán, tuvo que depender de intérpretes en dicha reunión, su posición ideológica y de fe religiosa le llevaron a considerar que el catolicismo que profesaban muchos de los estados alemanes debería de ser una forma de ligar a esos Estados que formaban parte del Sacro Imperio Romano Germánico, y por ende era también una forma de garantizar su lealtad hacia él en tanto que era su Emperador... y con ello evitar la fractura y probable disolución del Imperio.
Por su parte se tenpia que el Ppapa León X, por su parte, no estaba dispuesto a tolerar el desafío público a su autoridad, él y el emperador fueron forzados a apoyarse mutuamente contra Lutero, que se encontraba ahora respaldado por Federico de Sajonia y Franz von Sickingen. El 25 de mayo, Carlos y el cardenal Girolamo Aleandro, el nuncio papal, proclamaron el Edicto de Worms contra Lutero. Al mismo tiempo, el emperador electo llegó a un acuerdo con el papa para la restitución de Parma y Piacenza a los Estado Pontificios, la investidura del Reino de Nápoles y coronación imperial para Carlos. y la restitución de Milán a los Sforza. León, que necesitaba un mandato imperial para su campaña contra lo que veía como una peligrosa herejía, prometió ayudar a expulsar a los franceses de Lombardía, dejando a Francisco únicamente con la República de Venecia como su aliada.

## Movimientos iniciales (1521–1522)
En junio, los ejércitos imperiales al mando de Enrique III de Nassau invadieron el noreste de Francia, tomando las ciudades de Ardres y Mouzon y sitiando Tournai. Fueron retenidos por la encarnizada resistencia de los franceses, liderados por Pierre Terrail, Señor de Bayard, y por Anne de Montmorency, durante el Sitio de Mézières, lo que dio tiempo a Francisco para reunir un ejército y enfrentarse al ataque. El 22 de octubre de 1521, Francisco se encontró con el grueso del ejército imperial, que estaba comandado por Carlos V en persona, cerca de Valenciennes. A pesar del apremio de Carlos de Borbón, Francisco vaciló al atacar, lo que le dio tiempo a Carlos a retirarse. Cuando los franceses finalmente estuvieron preparados para avanzar, el comienzo de unas lluvias persistentes les impidieron hacer una persecución efectiva y las fuerzas imperiales pudieron escapar sin presentar batalla. Poco después, tropas francesas bajo el mando de Guillaume Gouffier, Almirante de Francia, y Claudio de Lorena, Duque de Guise, tras una serie prolongada de maniobras, sitiaron la estratégica ciudad de Fuenterrabía, en la desembocadura del río Bidasoa en la frontera franco-española. La conquista de esta ciudad, que permanecería en sus manos los siguientes dos años, les proporcionó a los franceses una posición ventajosa en el norte de España.

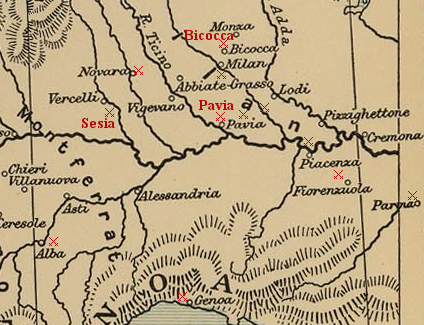
Batallas en Lombardía (1521–25). Los enfrentamientos en Bicocca, el Sesia, y Pavía están señalados.

Para noviembre, la situación francesa se había deteriorado considerablemente. Carlos, Enrique VIII y el papa firmaron una alianza contra Francisco el 28 de noviembre. A Odet de Foix, Vizconde de Lautrec, el gobernador francés de Milán, le fue encomendada la tarea de resistir a las fuerzas papales e imperiales, sin embargo fue derrotado por Prospero Colonna, y para finales de noviembre había sido expulsado de Milán, Pavía, Lodi y Como tras su derrota en Vaprio d'Adda. Retirándose a un anillo de pueblos alrededor del río Adda. Y cumpliendo el acuerdo con el papa, Parma y Piacenza pasaron a los Estados Pontificios; días después murió el papa. Mientras, Lautrec se reforzó con la llegada de mercenarios suizos; pero sin dinero disponible para pagarles, tuvo que desistir en sus deseos de atacar a las fuerzas imperiales de inmediato. El nuevo papa electo, que hasta entonces había sido el gobernador del reino de Castilla, Adriano VI, adoptó inicialmente una postura neutral para intentar pacificar a la Cristiandad para frenar a los Turcos, pero el estado de Italia era precario: los Estados pontificios y Venecia agotadas, Florencia bajo Julio de Médici, primo del papa León X, las repúblicas de Siena y Lucca obedientes a la potencia más poderosa, los estados del marqués de Montferrato y del duque de Saboya, sumisos a Francia y protegidos por sendas guarniciones militares, mientras que Milán estaba dependiente de españoles e imperiales.
El 27 de abril de 1522, Lautrec atacó al ejército combinado papal e imperial bajo el mando de Colonna cerca de Milán en la batalla de Bicocca. Lautrec había planeado usar su superioridad en artillería para tomar ventaja, pero los suizos, impacientes por enfrentarse al enemigo, se interpusieron entre sus cañones y cargaron contra los arcabuceros españoles que se encontraban atrincherados allí. En la contienda resultante, los suizos fueron derrotados por los españoles, que no perdieron ninguno de sus efectivos, bajo Fernando de Ávalos, Marqués de Pescara, y por una fuerza de lansquenetes comandada por Jorge de Frundsberg. Su moral se vino abajo y los suizos se retiraron a sus cantones; Lautrec, al que le quedaban escasas tropas para continuar la campaña, abandonó Lombardía. Colonna y de Ávalos, ya sin oposición, sitiaron Génova, capturando la ciudad el 30 de mayo.

## Francia en apuros (1522-1524)
La derrota francesa en Bicocca le supuso la pérdida de Génova, que volvió a la órbita imperial y Francisco II Sforza se estableció en Milán. Pero además, la derrota de Lautrec hizo que Inglaterra participara abiertamente en el conflicto. A finales de mayo de 1522, el embajador inglés presentó a Francisco un ultimátum enumerando una serie de acusaciones contra Francia, sobre todo el apoyo de esta a John Stewart, Duque de Albany en Escocia; todas ellas fueron negadas por el rey. Enrique VIII y Carlos firmaron el Tratado de Windsor el 16 de junio de 1522. El tratado establecía un ataque conjunto anglo-imperial contra Francia, en el que cada parte aportaría al menos 40 000 hombres. Carlos aceptó compensar a Inglaterra por las pensiones que podría perder a causa del conflicto con Francia y pagar las deudas pasadas, que serían confiscadas; para sellar la alianza, acordó su matrimonio con la única hija de Enrique, María, prima del propio Carlos. En julio, los ingleses atacaron Bretaña y Picardía desde Calais. Francisco fue incapaz de reunir los fondos para sostener una resistencia significativa, y el ejército inglés quemó y saqueó la campiña.

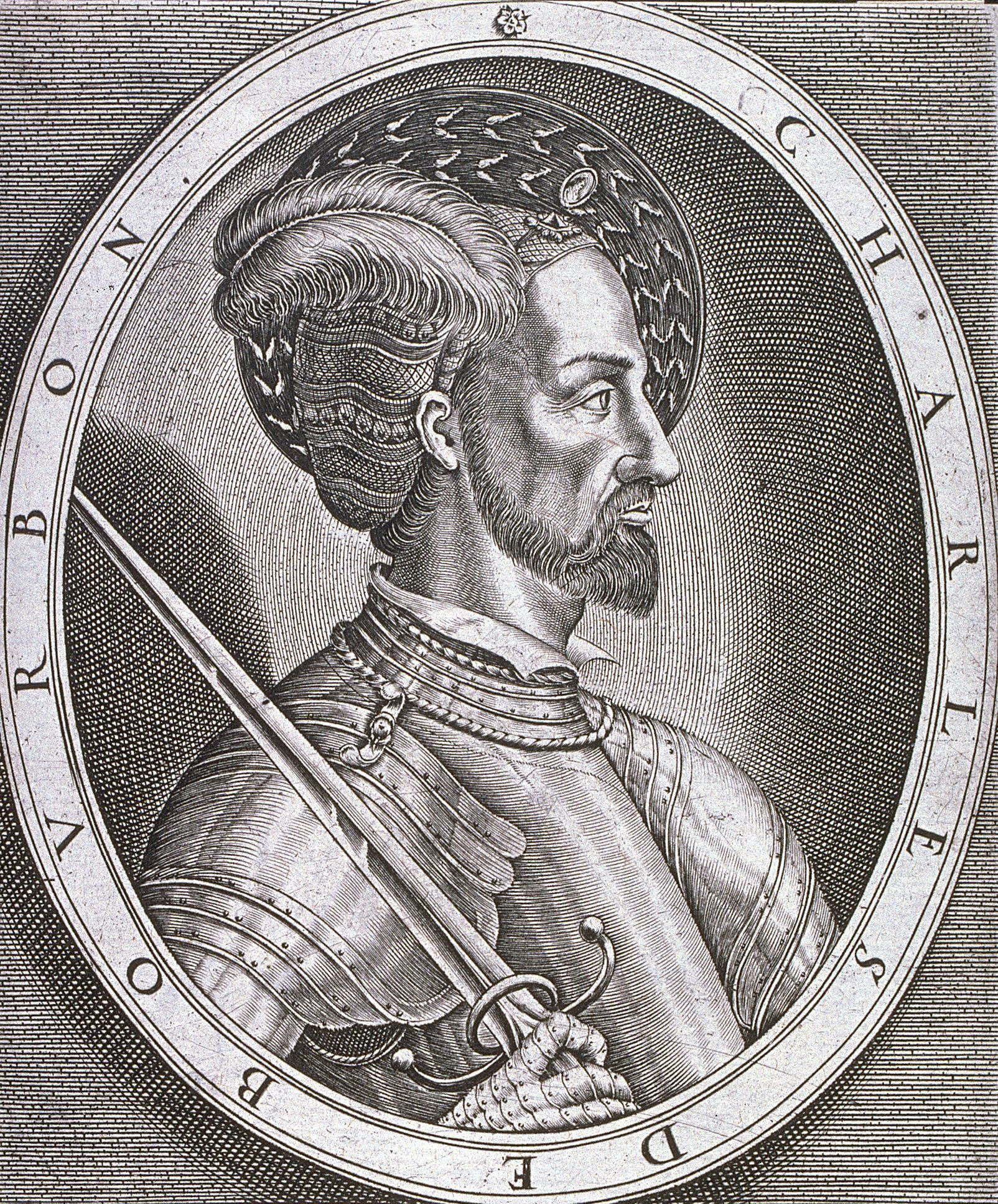
Carlos III, Duque de Borbón, de un grabado de Thomas de Leu. Enfrentado con Francisco, Borbón le traicionó y se alió con Carlos I.

Francisco probó diversas formas de reunir dinero, pero estaba concentrado en un pleito contra Carlos de Borbón. Este había recibido la mayoría de sus posesiones gracias a su matrimonio con Susana de Borbón, quien había muerto poco antes del comienzo de la guerra. Luisa de Saboya, prima de Susana y madre del rey, insistía en que los territorios en disputa debían pasar a su propiedad debido a su cercano parentesco con la difunta. Francisco era consciente de que apropiarse de esas tierras mejoraría suficientemente su posición financiera como para continuar la guerra y comenzó a confiscar partes de ellas en nombre de Luisa. Borbón, molesto por este tratamiento y cada vez más aislado en la corte, empezó a tantear a Carlos I para traicionar al rey francés.
Para 1523, Francia estaba al borde del colapso. La muerte del Dogo Antonio Grimani elevó a Andrea Gritti, un veterano de la guerra de la Liga de Cambrai, al poder en Venecia. Rápidamente comenzó a negociar con el emperador y el 29 de julio firmó el Tratado de Worms, que retiraba a la República de la guerra. El papa Adriano VI también se puso de parte imperial en una liga antifrancesa junto con Inglaterra, el archiduque Fernando de Austria, y los Estados italianos de Venecia, Florencia, Génova, Lucca y Siena y el duque de Milán.
Borbón continuó sus negociaciones con Carlos, ofreciéndole comenzar una rebelión contra Francisco a cambio de dinero y tropas alemanas. Entonces Francisco, que estaba sobre aviso de la trama, lo citó en Lyon en octubre. Para ganar tiempo, Carlos de Borbón fingió encontrarse enfermo y huyó a Besanzón, ciudad libre en territorio imperial. Enfadado, Francisco ordenó la ejecución de cuantos seguidores de Borbón se capturasen, pero el duque mismo, habiendo rechazado una oferta final de reconciliación, entró públicamente al servicio del emperador.
Carlos invadió el sur de Francia a través de los Pirineos. Lautrec defendió con éxito Bayona de los españoles, pero Carlos fue capaz de recuperar Fuenterrabía en febrero de 1524. Al mismo tiempo, un enorme ejército inglés bajo el mando de Charles Brandon, Duque de Suffolk, penetró en territorio francés desde Calais. Los franceses, debilitados por el ataque imperial, fueron incapaces de resistir, y Suffolk pronto rebasó el río Somme, devastando la campiña a su paso y deteniéndose a sólo 80 kilómetros de París. Carlos, sin embargo, no pudo apoyar la ofensiva inglesa, así que Suffolk, poco dispuesto a arriesgarse en un ataque contra la capital francesa, volvió a Calais.

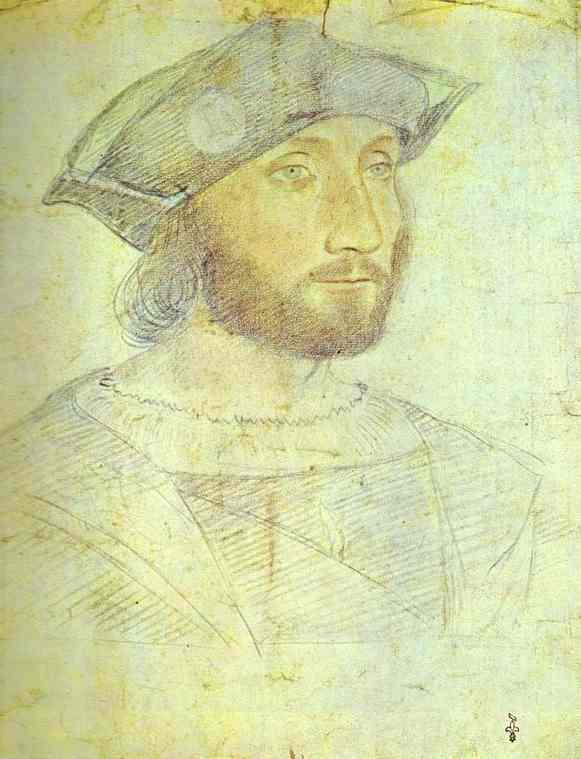
Guillaume Gouffier, señor de Bonnivet, retratado por Jean Clouet (c. 1516). Bonnivet mandó varios ejércitos franceses durante la guerra.

Francisco centró entonces su atención en Lombardía. En octubre de 1523, un ejército francés de dieciocho mil hombres bajo el mando de Bonnivet avanzó a través del Piamonte hacia Novara, donde se unió a una fuerza de la misma entidad formada por mercenarios suizos. Prospero Colonna, que sólo disponía de nueve mil hombres para oponerse al avance francés, se retiró a Milán. Bonnivet, sin embargo, sobrestimó el tamaño del ejército imperial y prefirió instalarse en los cuarteles de invierno en Abbiategrasso sin intentar atacar la ciudad. Coicidendo con esta nueva ofensiva del ejército francés, el papa Adriano VI falleció y el entonces gobernante de Florencia, Julio de Médici, primo de León X fue elegido nuevo papa en noviembre de 1523 como Clemente VII. Temiendo el poderío francés, Venecia y Clemente VII, en nombre de la Santa Sede y de Florencia, pactaron su neutralidad con el rey francés, retirando su apoyo al emperador.
Los comandantes imperiales pudieron reunir 15 000 lansquenetes y una gran fuerza bajo el mando de Borbón para el 28 de diciembre, cuando Carlos de Lannoy relevó al moribundo Colonna. En ese momento muchos suizos habían abandonado el ejército francés, y Bonnivet comenzó a retirarse. Las derrotas francesas en la batalla del Sesia en abril de 1524, donde Bayard fue muerto mientras comandaba la retaguardia francesa, y en la batalla de Biagrassa en mayo de 1524, demostraron de nuevo el poder de las formaciones de arcabuceros contra las tropas tradicionales; el ejército francés fue obligado entonces a retirarse tras los Alpes en una completa desorganización tomando las tropas españolas Cremona.
De Ávalos y Borbón cruzaron los Alpes con cerca de once mil hombres e invadieron Provenza a principios de julio. Marchando a través de los pequeños pueblos sin encontrar oposición, Borbón tomó la capital provincial de Aix-en-Provence el 9 de agosto, adoptando el título de conde de Provenza y prometiendo lealtad a Enrique VIII en agradecimiento por su apoyo contra Francisco. Para mediados de agosto, Borbón y de Ávalos habían sitiado Marsella, el único baluarte en Provenza que permanecía en manos francesas. Sin embargo, sus asaltos a la ciudad fracasaron, y cuando el ejército francés bajo el mando del propio Francisco llegó a Aviñón a finales de septiembre, se vieron obligados a retirarse a Italia.

### Navarra
Mientras tanto la guerra por el control del reino de Navarra no había finalizado. Tres meses después de la derrota de Noáin, los partidarios de Enrique II ocupan el castillo de Maya en septiembre y Fuenterrabía en octubre, manteniendo una franja Baztán-Bidasoa bajo su control. En marzo de 1522 los castellanos volvieron a tomar Roncesvalles y el castillo de Orzorrotz en la peña de Ekaitza sobre las localidades de Ituren y Zubieta. El 10 de mayo de 1522 el emperador Carlos I concedió un perdón general con la excepción expresa a más de 400 personas, intentando disminuir la resistencia en el reino.
El 17 de junio, en una batalla con bajas en ambas partes, los castellanos tomaron Santesteban, que fue incendiada, y de este modo, la línea defensiva navarra del Baztán-Bidasoa quedaba cortada. El 28 de junio el ejército imperial conquistó el castillo de Behovia, tras ser abandonado. Dos días después sucedería la batalla del monte Aldabe en las cercanías.
En julio fue cercado por 10 000 hombres el castillo de Maya, donde los doscientos defensores eran navarros, capitulando el 22 de julio de 1522.
En octubre de 1523 Carlos I fue a Pamplona para preparar la campaña contra los resistentes navarros en Fortaleza de Fuenterrabía y en la Baja Navarra. Decretó en diciembre otro perdón real, excluyendo a 152 representantes de familias navarras.
En esta situación, un ejército de 27 000 hombres se prepara en Navarra y Guipúzcoa, divididos en tres columnas para atacar, Labort, Baja Navarra y el Bearn. A los 24 días de campaña, tras fracasar en la toma de Bayona y que ni siquiera llegó a Toulouse, volvieron después de haber perdido una cuarta parte de las tropas por deserciones y enfermedades. En esta campaña resultaron destruidas las poblaciones de Oloron, Navarrenx, Garris, Sordes, Hastingues, Maule, Sauveterre y Bidache.
Reorganizados en febrero tras esta expedición, sitiaron de nuevo la Fortaleza de Fuenterrabía. El 2 de febrero comenzó el bombardeo. Mientras se negociaba su rendición, abandonaron el castillo los franceses el 27 de febrero, manteniéndose los navarros en el mismo. El 29 de febrero se decretó un perdón a los navarros a cambio de su entrega y sometimiento, entregándose la plaza en abril de 1524, dos años y medio desde su toma. Este amplio perdón dio paso a una consolidación de la Administración castellana en el reino, aunque no todas las reintegraciones prometidas se cumplieron.

## Campaña de 1524-1525
A mediados de octubre, el propio Francisco cruzó los Alpes encabezando un nuevo ejército de invasión a Italia. y avanzó hacia Milán al frente de un ejército que superaba los 40 000 hombres. Borbón y Ávalos, cuyas tropas no se habían recuperado de la campaña de Provenza, no estaban en condiciones de ofrecer una resistencia seria. El ejército francés se movió en varias columnas, desestimando las tentativas imperiales de detener su avance, pero sin poder atraer al cuerpo principal de las tropas imperiales a la batalla. Sin embargo, Carlos de Lannoy, que había reunido a unos 16 000 hombres para oponerse a las 33 000 tropas francesas que se cernían sobre Milán, decidió que la ciudad no podía ser defendida y se retiró a Lodi el 26 de octubre. Habiendo entrado en Milán y colocado a Louis II de la Trémoille como gobernador de la ciudad, Francisco dividió sus ejércitos, uno para retomar Nápoles, otro para Génova y otro encabezado por el propio rey francés para sitiar Pavía, en donde Antonio de Leyva se encontraba junto con una importante guarnición imperial.

El avance galo en Lombardía y la campaña de Pavía de 1524-25. Los movimientos franceses se muestran en azul y los imperiales en rojo.

El grueso de las tropas francesas llegó a Pavía en los siguientes días de octubre. Hacia el 2 de noviembre, Montmorency había cruzado el río Ticino y había embestido a la ciudad desde el sur, completando el envolvimiento. Dentro de la ciudad se encontraban cerca de 7000 hombres, principalmente los mercenarios de Antonio de Leyva, los cuales tuvieron que cobrar en plata de iglesia, a falta de otros medios A esto siguió un periodo de escaramuzas y algún bombardeo de artillería, con lo que se abrieron varias brechas en las murallas para mediados de noviembre. El día 21 de ese mes, Francisco intentó un asalto a la ciudad a través de dos de las brechas, pero se vio obligado a retroceder sufriendo numerosas bajas; estorbados por el tiempo lluvioso y falta de pólvora, los franceses decidieron esperar que en su lugar, fuese el hambre el que hiciese su trabajo sobre los sitiados.
A principios de diciembre, fuerzas españolas comandadas por Hugo de Moncada arribaron en las cercanías de Génova, con el propósito de interferir en un conflicto entre las facciones partidarias de los Valois (franceses) y de los Habsburgo. Francisco, a su vez, envió un contingente aún mayor al mando de Miguel Antonio de Saluzzo, Marqués de Saluzzo para interceptar a los españoles. Confrontados a los franceses, muy superiores en número y sin apoyo naval a causa de la llegada de la flota pro-Valois al mando de Andrea Doria, los españoles se rindieron. Entonces Francisco firmó un pacto secreto con el papa Clemente VII, por el que se comprometía a no auxiliar al emperador Carlos a cambio de la ayuda de Francisco para conquistar Nápoles. En contra lo aconsejado por sus comandantes, Francisco separó una parte de sus tropas bajo el mando de John Stewart, Duque de Albany, y las envió rumbo sur a ayudar al papa. Lannoy trató de interceptar la expedición de Stewart cerca de Fiorenzuola, pero sufrió bajas severas y se vio forzado a volver a Lodi a causa de la intervención de las temidas Bandas Negras —según muchos autores, los mejores mercenarios italianos del momento — de Juan de Médici, que acababan de entrar en el conflicto al servicio de los franceses por iniciativa del papa, primo de la madre de Giovanni, también de la familia Médici. Acto seguido, el condottiero Giovanni se dirigió a Pavía con reservas de pólvora reunidas por el duque de Ferrara; aunque las posiciones francesas se vieron al mismo tiempo debilitadas por la partida de unos 5000 grisones, mercenarios suizos, que regresaron a sus cantones para defenderlos de una incursión inminente de lansquenetes.

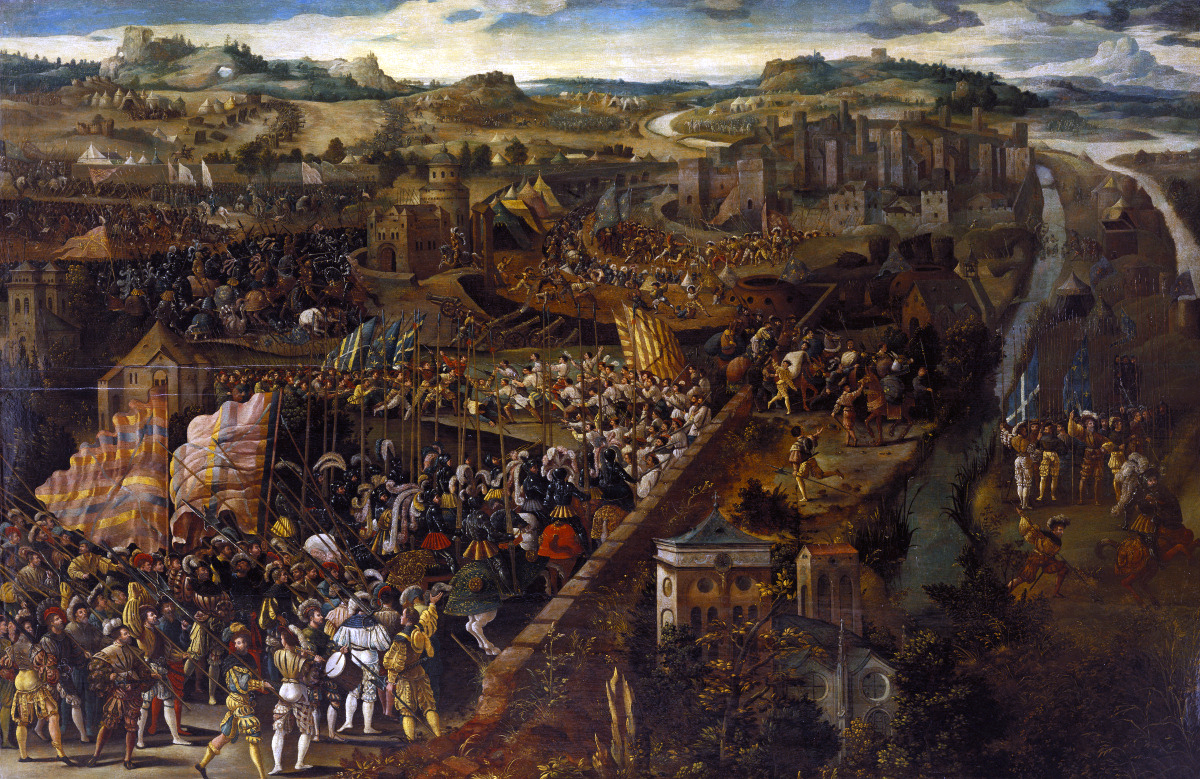
La batalla de Pavía, obra de un artista flamenco desconocido (óleo sobre panel,).

En enero de 1525, 12 000 lansquenetes llegaron al mando de Jorge de Frundsberg para alivio de Lannoy, que reanudó la ofensiva. Ávalos capturó la posición francesa en San Angelo, cortando la comunicación entre Pavía y Milán, mientras una columna aparte de lansquenetes avanzaba en Belgiojoso y, a pesar de retenerlos brevemente un ataque liderado por Médici y Bonnivet, ocuparon la ciudad. Para el 2 de febrero, Lannoy había llegado a sólo unos kilómetros de Pavía. Francisco había levantado el campamento con el grueso de su ejército en el gran parque amurallado de Mirabello, fuera de las murallas de la ciudad, entre la guarnición de Leyva y el ejército de auxilio que venía en camino. A lo largo de febrero, las tropas de Leyva continuaron hostigando a los sitiadores. Médici fue gravemente herido y se retiró a Piacenza a recuperarse, forzando a Francisco a trasladar gran parte de su guarnición en Milán para suplir la marcha de las Bandas Negras; sin embargo, las escaramuzas tuvieron escaso efecto sobre el resultado final de la batalla. El 21 de febrero, los comandantes imperiales, escasos de provisiones y creyendo equivocadamente ser inferiores en número a los franceses, decidieron lanzar un ataque al castillo de Mirabello, tratando de salvar la cara y desmoralizar a los franceses lo suficiente como para retirarse con cierta seguridad.
En la madrugada del 24 de febrero de 1525, ingenieros imperiales abrieron brechas en las murallas de Mirabello, permitiendo a las fuerzas de Lannoy entrar en el parque; al mismo tiempo, Leyva atacó desde Pavía con lo que quedaba de la guarnición. En la subsiguiente batalla de cuatro horas, la caballería pesada francesa, que tan eficaz se había mostrado contra los suizos en Marignano diez años antes, tapó a su propia artillería con un avance rápido y se vio pronto rodeada y aislada de su ejército por lansquenetes y los numerosos arcabuceros españoles de Ávalos. Mientras tanto, una serie de largos combates de infantería terminaron con la aniquilación de los suizos y la infantería francesa. La era de la caballería pesada tocaba a su fin y los campos de batalla se democratizaban merced a la creciente importancia de una infantería pertrechada de picas y arcabuces.
Los franceses sufrieron cuantiosas bajas, perdiendo el grueso del ejército. Bonnivet, Jacques de la Palice, La Trémoille y Richard de la Pole murieron, mientras Anne de Montmorency, Robert de la Marck y el mismo rey Francisco cayeron prisioneros junto con otros nobles de menos importancia. La noche siguiente a la batalla, Francisco entregó a Lannoy una carta para su madre en París, en la que le relató lo que acababa de acontecerle:

Para informarte de cómo van ocurriéndome las desgracias, todo está perdido menos el honor y la vida, que está a salvo.

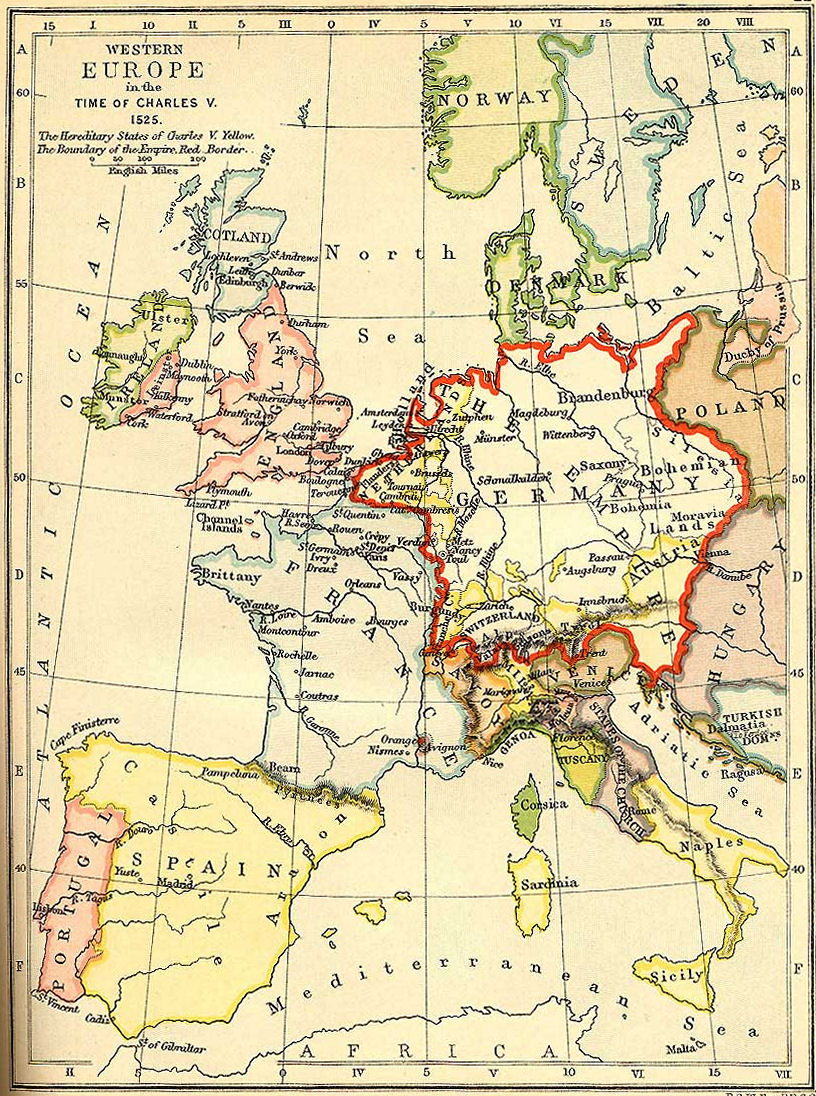
Europa occidental en 1525, después de la batalla de Pavía. El Imperio español se encontraba entonces en plena confirmación como potencia hegemónica en los campos de batalla europeos. Precisamente en las Guerras Italianas se forjaron sus temibles tercios, una formación novedosa y virtualmente invencible hasta 1643, en la batalla de Rocroi, dónde nuevas técnicas de guerra probaron ser más eficaces que las ideadas originalmente por el Gran Capitán.

No mucho más tarde, Francisco se enteró de que el duque de Albany había perdido gran parte de sus hombres a causa del agotamiento y muchas deserciones, con lo que regresaron a Francia sin llegar nunca a Nápoles. Lo que quedó del ejército francés, además de la pequeña guarnición que se mantenía en el Castello Sforzesco en Milán, se retiró a través de los Alpes a las órdenes de Carlos IV de Alençon, llegando a Lyon en marzo.

## Madrid (1525-1526)
Después de Pavía, el destino del rey francés y de la misma Francia fue objeto de intensas idas y venidas diplomáticas. Carlos V, falto de fondos con que pagar la ingente maquinaria de guerra imperial, decidió renunciar al matrimonio Tudor que había acordado con Enrique VIII y buscó en su lugar contraer nupcias con Isabel de Portugal, quien traería consigo una dote más sustanciosa. Borbón, mientras tanto, conspiraba con Enrique VIII la invasión y reparto de Francia; al mismo tiempo animaba a Ávalos a hacerse con Nápoles y declararse Rey de Italia, aunque éste encontró la lealtad al emperador Carlos más importante que su propia ambición, así que rechazó el ofrecimiento e informó de todo a su señor. Luisa de Saboya, que había permanecido en Francia como regente durante la ausencia de su hijo, trató de reunir fondos y tropas para defenderse de una probable invasión de Artois por tropas inglesas. Francisco, convencido de recuperar su libertad si conseguía una audiencia con Carlos, presionó a Ávalos y Lannoy, que pretendían trasladarle a Castel Nuovo, en Nápoles, para llevarle finalmente a España. Al tanto de los planes invasores de Borbón, Ávalos y Lannoy acordaron hacerlo así y Francisco I llegó a Barcelona el 12 de junio.
A Francisco en un primer momento se lo instaló en un pueblo cerca de Valencia, pero Carlos se vio apremiado por Montmorency y Lannoy para firmar un acuerdo. Estos sugerían una posible deslealtad de los italianos para con la alianza imperial, y ordenó el traslado del rey francés a Madrid, donde se lo tuvo preso en el Alcázar y en la Casa de los Lujanes. Ya en Madrid, Carlos se negó tajantemente a entrevistarse con Francisco hasta que este firmase el tratado que le propusieron. Carlos reclamaba la cesión del Milanesado, pero también las de Borgoña y Provenza, a lo que Francisco respondía que las leyes francesas no permitían al soberano la cesión de territorios propiedad de la corona sin la aprobación del Parlamento, que de seguro se lo negaría.

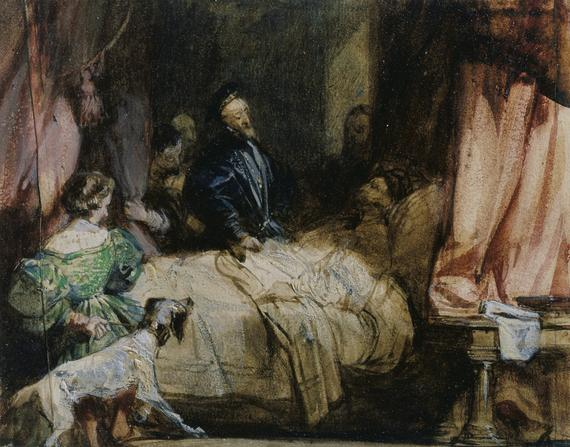
Carlos V visitando a Francisco I después de la batalla de Pavía, por Richard Parkes Bonington (acuarela sobre papel de 1827).

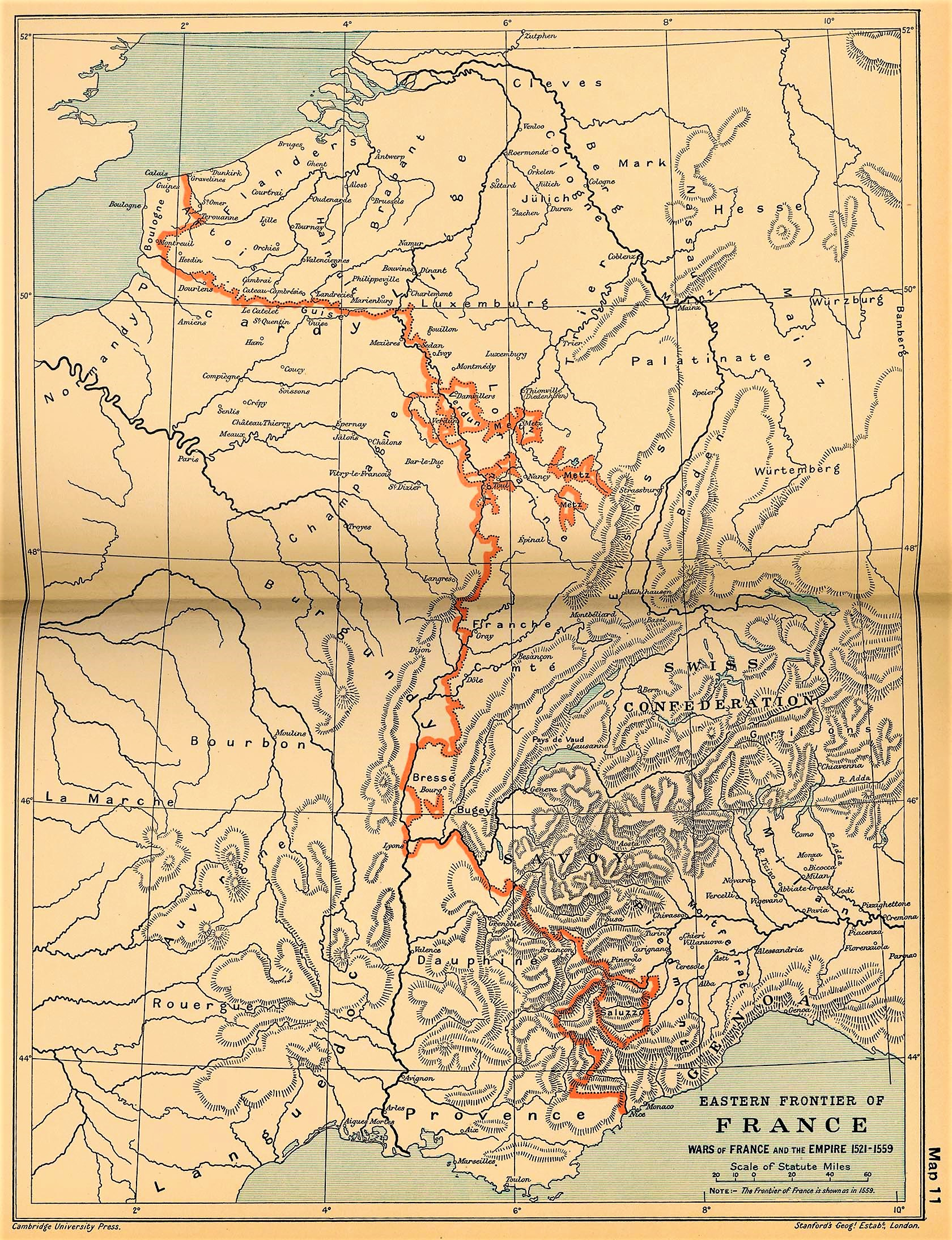
Fronteras de Francia tras la Paz de Cateau-Cambrésis, en 1559. A pesar de más de tres décadas de guerra adicional, Francia no pudo recuperar ninguna de sus anteriores posesiones en Lombardía.

En septiembre, Francisco cayó gravemente enfermo y su hermana, Margarita de Navarra, cabalgó desde París para hacerle compañía en España. Los doctores del emperador examinaron al rey francés y, creyendo que su enfermedad estaba causada por la pena originada por no ser recibido por el emperador, pidieron a Carlos consintiese en visitarlo. Carlos, en contra del consejo de su Gran Canciller, Mercurino Gattinara, quien opinaba que visitar al monarca francés en su lecho de muerte era una acción interesada más que de compasión y era, por tanto, algo indigno del emperador, lo visitó. Tras ello Francisco tardó poco en recuperarse por completo. Más tarde, un intento de huida falló estrepitosamente y resultó en la obligada vuelta a Francia de su hermana Margarita.
Para principios de 1526, Carlos se vio importunado por las demandas de Venecia y el papa, que deseaban restaurar a Francisco II Sforza en el trono del Ducado de Milán, y además empezaba a interesarle firmar un acuerdo urgente con el francés, antes de que comenzase otra guerra. Francisco, habiendo intentado retener Borgoña, sin resultado, estaba dispuesto a entregarla a cambio de su propia libertad. El 14 de enero de 1526, Carlos V y Francisco I firmaron el Tratado de Madrid, por el cual el rey galo renunciaba a todas sus anteriores pretensiones territoriales en Italia, Flandes y Artois, entregaba Borgoña a Carlos, acordando además mandar a  Castilla a sus dos hijos mayores  como rehenes, el delfín Francisco y Enrique, duque de Orleans. Prometía casarse con la hermana de Carlos, Leonor de Austria, devolver Borgoña y retornar a la familia de los Borbones todos los territorios que les hubiese arrebatado.
Unos 40 años más tarde estas posesiones resultarían cruciales para el Imperio de los Habsburgo, pues posibilitaron la comunicación por tierra con Flandes, entonces en guerra, a través de la ruta conocida como Camino Español. Francisco fue liberado el 6 de marzo y, escoltado por Lannoy, viajó al norte hasta Fuenterrabía. El 18 del mismo mes, cruzó el Bidasoa, llegando a Francia al fin. Al mismo tiempo, el Delfín y su hermano pasaron a España desde Bayona, para quedar rehenes, como se había acordado. Para entonces, Francisco había conseguido la paz con Inglaterra por el Tratado de Hampton Court, firmado por Thomas Wolsey y el embajador francés. El Tratado fue ratificado por una delegación francesa en Greenwich, en abril de 1527.
No obstante, Francisco no tenía intención de cumplir el resto de lo acordado en Madrid. El 22 de marzo, con la bendición del papa —miembro de la familia Médici, disgustado con la preponderancia española en Italia—, declaró su desvinculación con el acuerdo alegando que se había firmado bajo coerción. El papa Clemente VII, que mientras tanto se había convencido de que el creciente poder del emperador ponía en peligro sus posesiones en Italia, envió negociadores a Francisco I y Enrique VIII para estudiar una alianza contra él. Enrique, al no haber obtenido prebenda alguna en el Tratado de Madrid, se mostró receptivo a la oferta. En mayo, Francisco y el papa se aliaron para iniciar la Guerra de la Liga de Cognac en un intento de recuperar los territorios perdidos por los franceses; Enrique, que no consiguió en un principio que el tratado se firmase en Inglaterra, no se uniría a la liga franco-vaticana hasta 1527. La guerra probó ser una elección equivocada para los intereses de Francisco y más incluso para el papa (que estuvo cerca de perder la vida), pero Francisco y su sucesor, Enrique II de Francia, continuarían con sus intentos de hacerse con el Milanesado en sucesivas Guerras Italianas, para finalmente renunciar a su posesión en la Paz de Cateau-Cambrésis en 1559.